# Isla Bolaños (ö i Costa Rica)
Isla Bolaños är en ö i Costa Rica.   Den ligger i provinsen Guanacaste, i den nordvästra delen av landet, 220 km nordväst om huvudstaden San José. Arean är 0,21 kvadratkilometer.
Terrängen på Isla Bolaños är platt. Den sträcker sig 0,5 kilometer i nord-sydlig riktning, och 0,6 kilometer i öst-västlig riktning.  I omgivningarna runt Isla Bolaños växer huvudsakligen savannskog.